# Isla Wiener Neustadt
La isla Wiener Neustadt (en ruso: Остров Винер-Нёйштадт, romanizado: Óstrov Viner-Nióishtadt, también Остров Винер-Нойштадт, Óstrov Viner-Noishtadt) es una isla en la Tierra de Francisco José, parte de la Federación de Rusia.
Wiener Neustadt tiene 237 km² y es cubierta de glaciares casi por completo. El punto más alto de esta isla, el Pico Parnass, alcanza 620 m, que es también el más alto en la Tierra de Francisco José.
Wiener Neustadt forma parte del subgrupo de la tierra Zichy del archipiélago de Francisco José. Está separada de Ziegler y de la isla de Salisbury por el estrecho de Collinson.
Esta isla fue nombrada en honor de Wiener Neustadt, una ciudad situada al sur de Viena, en honor de uno de los patrocinadores de la expedición austrohúngara al Polo Norte.